# Casto
Casto (Cast trong tiếng Brescia) là một đô thị, tỉnh Brescia, vùng Lombardia, Ý. Casto có diện tích 21 km2, dân số 1913 người

## Biến động dân số
| 1861 | 1871 | 1881 | 1891 | 1901 | 1921 | 1931 |
| ---- | ---- | ---- | ---- | ---- | ---- | ---- |
| 1079 | 1057 | 1116 | 1136 | 1133 | 1136 | 1185 |

| 1936 | 1951 | 1961 | 1971 | 1981 | 1991 | 2001 |
| ---- | ---- | ---- | ---- | ---- | ---- | ---- |
| 1168 | 1279 | 1352 | 1528 | 1597 | 1659 | 1913 |

## Các làng
Alone, Auro, Briale, Comero, Famea, Malpaga

## Các đô thị giáp ranh
Bione, Lodrino, Lumezzane, Marcheno, Mura, Pertica Alta, Vestone